# Coupe d'Union soviétique de football 1985-1986
Navigation
Édition 1984-1985 Édition 1986-1987
La Coupe d'Union soviétique 1985-1986 est la 45e édition de la Coupe d'Union soviétique de football. Elle se déroule entre le 24 juin 1985 et le 2 mai 1986.
La finale se joue le 2 mai 1986 au stade Lénine de Moscou et voit la victoire du Torpedo Moscou, qui remporte sa sixième coupe nationale aux dépens du Chakhtior Donetsk, finaliste malheureux pour la deuxième année de suite. Ce succès lui permet de se qualifier pour la Coupe des coupes 1986-1987.

## Format
Un total de 74 équipes prennent part à cette édition. Cela inclut les 18 participants à la première division 1985 ainsi que les 22 clubs du deuxième échelon, à qui s'ajoutent 34 équipes de la troisième division.
Le tournoi se divise en sept tours, à l'issue desquels le vainqueur de la compétition est désigné. Chaque confrontation prend la forme d'une rencontre unique jouée sur la pelouse d'une des deux équipes. En cas d'égalité à l'issue du temps réglementaire d'un match, une prolongation est jouée. Si celle-ci ne suffit pas à départager les deux équipes, le vainqueur est désigné à l'issue d'une séance de tirs au but.
La compétition suivant un calendrier sur deux années, contrairement à celui des championnats soviétiques qui s'inscrit sur une seule année, celle-ci se trouve de fait à cheval entre deux saisons de championnat ; ainsi pour certaines équipes promues ou reléguées à l'issue de la saison 1985, la division indiquée peut varier d'un tour à l'autre.

## Résultats

### Premier tour
Les rencontres de ce tour sont jouées le 24 juin 1985.
| Date         | Domicile                   | Score                | Extérieur                           |
| ------------ | -------------------------- | -------------------- | ----------------------------------- |
| 24 juin 1985 | Mertskhali Ozourguéti (D3) | 1 - 3                | (D2) Krylia Sovetov Kouïbychev      |
| 24 juin 1985 | Arsenal Toula (D3)         | 5 - 0                | (D2) Kotaïk Abovian                 |
| 24 juin 1985 | Chinnik Iaroslavl (D2)     | 4 - 2                | (D3) Lokomotiv Samtredia            |
| 24 juin 1985 | CSKA Moscou (D2)           | 3 - 1                | (D3) Metallourg Magnitogorsk        |
| 24 juin 1985 | Tselinnik Tselinograd (D3) | 3 - 0                | (D3) Ouralmach Sverdlovsk           |
| 24 juin 1985 | Terek Grozny (D3)          | 0 - 0 ap (4 - 3 tab) | (D2) Spartak Ordjonikidzé           |
| 24 juin 1985 | Surkhan Termez (D3)        | 2 - 1                | (D3) Chakhtior Karaganda            |
| 24 juin 1985 | Spartak Oktemberian (D3)   | 0 - 1                | (D2) Pakhtakor Tachkent             |
| 24 juin 1985 | SKA Karpaty Lvov (D2)      | 2 - 3                | (D3) Niva Vinnitsa                  |
| 24 juin 1985 | SKA-Khabarovsk (D2)        | 1 - 0                | (D3) Irtych Omsk                    |
| 24 juin 1985 | Rotor Volgograd (D2)       | 2 - 1                | (D3) Khimik Dzerjinsk               |
| 24 juin 1985 | Pamir Douchanbé (D2)       | 3 - 0                | (D3) Kolkheti Poti                  |
| 24 juin 1985 | Nistru Kichinev (D2)       | 2 - 1 ap             | (D3) Zorki Krasnogorsk              |
| 24 juin 1985 | Metallourg Zaporojié (D2)  | 2 - 0                | (D3) Soudostroïtel Nikolaïev        |
| 24 juin 1985 | Luch Vladivostok (D3)      | 1 - 0                | (D3) Neftianik Fergana              |
| 24 juin 1985 | Lokomotiv Moscou (D2)      | 1 - 0                | (D3) Khimik Djamboul                |
| 24 juin 1985 | Kouzbass Kemerovo (D2)     | 0 - 3                | (D3) Geolog Tioumen                 |
| 24 juin 1985 | Kouban Krasnodar (D2)      | 5 - 3                | (D3) Rostselmach Rostov             |
| 24 juin 1985 | Kolos Pavlograd (D3)       | 4 - 1                | (D3) Machouk Piatigorsk             |
| 24 juin 1985 | Iskra Smolensk (D2)        | 2 - 1 ap             | (D3) Zvezda Perm                    |
| 24 juin 1985 | Zaria Kalouga (D3)         | 1 - 0                | (D3) Dniepr Moguilev                |
| 24 juin 1985 | Dinamo Stavropol (D2)      | 2 - 1 ap             | (D3) Znamia Trouda Orekhovo-Zouïevo |
| 24 juin 1985 | Dinamo Samarkand (D3)      | 3 - 5 ap             | (D2) Zvezda Djizak                  |
| 24 juin 1985 | Daugava Riga (D2)          | 6 - 0                | (D3) Dinamo Briansk                 |
| 24 juin 1985 | Baltika Kaliningrad (D3)   | 1 - 2                | (D2) Guria Lantchkhouti             |
| 24 juin 1985 | Atommach Volgodonsk (D3)   | 0 - 1                | (D3) Metallourg Lipetsk             |
| 24 juin 1985 | Tavria Simferopol (D3)     | 3 - 4                | (D2) Dinamo Batoumi                 |
| 24 juin 1985 | Zaria Vorochilovgrad (D3)  | 1 - 2                | (D2) Kolos Nikopol (uk)             |

### Deuxième tour
Les rencontres de ce tour sont jouées le 5 juillet 1985.
| Date           | Domicile                       | Score                | Extérieur                  |
| -------------- | ------------------------------ | -------------------- | -------------------------- |
|                | Pakhtakor Tachkent (D2)        | forfait              | (D3) Luch Vladivostok      |
| 5 juillet 1985 | CSKA Moscou (D2)               | 4 - 1                | (D2) Chinnik Iaroslavl     |
| 5 juillet 1985 | Pamir Douchanbé (D2)           | 1 - 0                | (D3) Surkhan Termez        |
| 5 juillet 1985 | Metallourg Lipetsk (D3)        | 1 - 0                | (D2) Dinamo Stavropol      |
| 5 juillet 1985 | Metallourg Zaporojié (D2)      | 2 - 1                | (D3) Zaria Kalouga         |
| 5 juillet 1985 | Lokomotiv Moscou (D2)          | 2 - 0                | (D2) Iskra Smolensk        |
| 5 juillet 1985 | Kouban Krasnodar (D2)          | 2 - 0                | (D2) Nistru Kichinev       |
| 5 juillet 1985 | Kolos Nikopol (uk) (D2)        | 3 - 1                | (D3) Kolos Pavlograd       |
| 5 juillet 1985 | Zvezda Djizak (D2)             | 2 - 1                | (D3) Tselinnik Tselinograd |
| 5 juillet 1985 | Dinamo Batoumi (D2)            | 4 - 2                | (D3) Arsenal Toula         |
| 5 juillet 1985 | Daugava Riga (D2)              | 4 - 1                | (D3) Terek Grozny          |
| 5 juillet 1985 | Geolog Tioumen (D3)            | 1 - 1 ap (2 - 4 tab) | (D2) Rotor Volgograd       |
| 5 juillet 1985 | Niva Vinnitsa (D3)             | 7 - 2                | (D2) Guria Lantchkhouti    |
| 5 juillet 1985 | Krylia Sovetov Kouïbychev (D2) | 1 - 2                | (D2) SKA-Khabarovsk        |

### Seizièmes de finale
Les rencontres de ce tour sont jouées les 13 et 14 août 1985. Les équipes de la première division 1985 font leur entrée en lice durant cette phase.
| Date         | Domicile                | Score    | Extérieur                   |
| ------------ | ----------------------- | -------- | --------------------------- |
| 13 août 1985 | Dinamo Kiev (D1)        | 4 - 2    | (D1) SKA Rostov             |
| 14 août 1985 | Torpedo Koutaïssi (D1)  | 0 - 2    | (D2) Daugava Riga           |
| 14 août 1985 | Spartak Moscou (D1)     | 2 - 0    | (D2) CSKA Moscou            |
| 14 août 1985 | Rotor Volgograd (D2)    | 3 - 1    | (D1) Dinamo Moscou          |
| 14 août 1985 | Pakhtakor Tachkent (D2) | 2 - 3 ap | (D1) Torpedo Moscou         |
| 14 août 1985 | Metallourg Lipetsk (D3) | 1 - 0    | (D1) Ararat Erevan          |
| 14 août 1985 | Kolos Nikopol (uk) (D2) | 2 - 1    | (D1) Dniepr Dniepropetrovsk |
| 14 août 1985 | Kaïrat Alma-Ata (D1)    | 0 - 3    | (D1) Zénith Léningrad       |
| 14 août 1985 | Zvezda Djizak (D2)      | 0 - 4    | (D1) Tchernomorets Odessa   |
| 14 août 1985 | Žalgiris Vilnius (D1)   | 2 - 0    | (D2) Metallourg Zaporojié   |
| 14 août 1985 | Dinamo Minsk (D1)       | 1 - 0    | (D2) Pamir Douchanbé        |
| 14 août 1985 | Dinamo Batoumi (D2)     | 1 - 4    | (D1) Dinamo Tbilissi        |
| 14 août 1985 | Fakel Voronej (D1)      | 2 - 0    | (D2) Lokomotiv Moscou       |
| 14 août 1985 | Chakhtior Donetsk (D1)  | 5 - 1    | (D2) Kouban Krasnodar       |
| 14 août 1985 | SKA-Khabarovsk (D2)     | 2 - 0    | (D1) Neftchi Bakou          |
| 14 août 1985 | Niva Vinnitsa (D3)      | 2 - 0    | (D1) Metallist Kharkov      |

### Huitièmes de finale
Les rencontres de ce tour sont jouées entre le 12 et le 14 septembre 1985.
| Date              | Domicile                  | Score                | Extérieur              |
| ----------------- | ------------------------- | -------------------- | ---------------------- |
| 12 septembre 1985 | Tchernomorets Odessa (D1) | 3 - 1                | (D2) Rotor Volgograd   |
| 12 septembre 1985 | Spartak Moscou (D1)       | 3 - 3 ap (4 - 3 tab) | (D1) Dinamo Kiev       |
| 12 septembre 1985 | Zénith Léningrad (D1)     | 2 - 1                | (D1) Dinamo Tbilissi   |
| 13 septembre 1985 | Metallourg Lipetsk (D3)   | 1 - 0                | (D3) Niva Vinnitsa     |
| 13 septembre 1985 | Daugava Riga (D2)         | 2 - 1                | (D1) Žalgiris Vilnius  |
| 13 septembre 1985 | Torpedo Moscou (D1)       | 2 - 0                | (D2) SKA-Khabarovsk    |
| 13 septembre 1985 | Kolos Nikopol (uk) (D2)   | 0 - 1                | (D1) Chakhtior Donetsk |
| 14 septembre 1985 | Fakel Voronej (D1)        | 1 - 3                | (D1) Dinamo Minsk      |

### Quarts de finale
Les rencontres de ce tour sont jouées le 2 avril 1986.
| Date         | Domicile                  | Score | Extérieur               |
| ------------ | ------------------------- | ----- | ----------------------- |
| 2 avril 1986 | Tchernomorets Odessa (D1) | 0 - 2 | (D1) Torpedo Moscou     |
| 2 avril 1986 | Zénith Léningrad (D1)     | 3 - 0 | (D3) Metallourg Lipetsk |
| 2 avril 1986 | Dinamo Minsk (D1)         | 0 - 2 | (D1) Spartak Moscou     |
| 2 avril 1986 | Chakhtior Donetsk (D1)    | 2 - 1 | (D2) Daugava Riga       |

### Demi-finales
Les rencontres de ce tour sont jouées le 6 avril 1986.
| Date         | Domicile              | Score                | Extérieur              |
| ------------ | --------------------- | -------------------- | ---------------------- |
| 6 avril 1986 | Zénith Léningrad (D1) | 2 - 2 ap (3 - 4 tab) | (D1) Chakhtior Donetsk |
| 6 avril 1986 | Torpedo Moscou (D1)   | 3 - 2                | (D1) Spartak Moscou    |

### Finale
| ·               |                           |     |
| Titulaires :    |                           |     |
|                 |                           |     |
|                 | Valeri Sarytchev          |     |
|                 | Vladimir Sotchnov (en)    |     |
|                 | Valentin Kovatch (ru)     |     |
|                 | Aleksandr Gostenine (en)  |     |
|                 | Sergueï Prigoda (en)      |     |
|                 | Sergueï Chavlo            |     |
|                 | Iouri Savitchev           |     |
|                 | Sergueï Mouchtrouïev (ru) | 79e |
|                 | Vladimir Gretchniov (en)  | 64e |
|                 | Aleksandr Poloukarov (en) |     |
|                 | Andreï Redkous (en)       | 29e |
|                 |                           |     |
| Remplaçants :   |                           |     |
|                 | Vladimir Kobzev (en)      | 29e |
|                 | Valeri Chaveïko (en)      | 64e |
|                 | Nikolaï Savitchev (en)    | 79e |
|                 |                           |     |
| Entraîneur :    |                           |     |
| Valentin Ivanov |                           |     |

| ·                     |                           |     |
| Titulaires :          |                           |     |
|                       |                           |     |
|                       | Sergueï Zolotnitski (en)  |     |
|                       | Alekseï Varnavski (ru)    |     |
|                       | Aleksandr Sopko (en)      |     |
|                       | Valeri Gochkoderia (ru)   | 60e |
|                       | Vladimir Parkhomenko (ru) | 75e |
|                       | Valeri Roudakov (en)      |     |
|                       | Sergueï Iachtchenko (en)  |     |
|                       | Mikhaïl Sokolovski        | 46e |
|                       | Iouri Gouliaïev (en)      |     |
|                       | Oleg Smolianinov (en)     |     |
|                       | Viktor Gratchiov          |     |
|                       |                           |     |
| Remplaçants :         |                           |     |
|                       | Igor Petrov (en)          | 46e |
|                       | Sergueï Morozov           | 60e |
|                       | Sergueï Kravtchenko (ru)  | 75e |
|                       |                           |     |
| Entraîneur :          |                           |     |
| Oleg Bazilevitch (en) |                           |     |

| ·               |                           |     |
| Titulaires :    |                           |     |
|                 |                           |     |
|                 | Valeri Sarytchev          |     |
|                 | Vladimir Sotchnov (en)    |     |
|                 | Valentin Kovatch (ru)     |     |
|                 | Aleksandr Gostenine (en)  |     |
|                 | Sergueï Prigoda (en)      |     |
|                 | Sergueï Chavlo            |     |
|                 | Iouri Savitchev           |     |
|                 | Sergueï Mouchtrouïev (ru) | 79e |
|                 | Vladimir Gretchniov (en)  | 64e |
|                 | Aleksandr Poloukarov (en) |     |
|                 | Andreï Redkous (en)       | 29e |
|                 |                           |     |
| Remplaçants :   |                           |     |
|                 | Vladimir Kobzev (en)      | 29e |
|                 | Valeri Chaveïko (en)      | 64e |
|                 | Nikolaï Savitchev (en)    | 79e |
|                 |                           |     |
| Entraîneur :    |                           |     |
| Valentin Ivanov |                           |     |

| ·                     |                           |     |
| Titulaires :          |                           |     |
|                       |                           |     |
|                       | Sergueï Zolotnitski (en)  |     |
|                       | Alekseï Varnavski (ru)    |     |
|                       | Aleksandr Sopko (en)      |     |
|                       | Valeri Gochkoderia (ru)   | 60e |
|                       | Vladimir Parkhomenko (ru) | 75e |
|                       | Valeri Roudakov (en)      |     |
|                       | Sergueï Iachtchenko (en)  |     |
|                       | Mikhaïl Sokolovski        | 46e |
|                       | Iouri Gouliaïev (en)      |     |
|                       | Oleg Smolianinov (en)     |     |
|                       | Viktor Gratchiov          |     |
|                       |                           |     |
| Remplaçants :         |                           |     |
|                       | Igor Petrov (en)          | 46e |
|                       | Sergueï Morozov           | 60e |
|                       | Sergueï Kravtchenko (ru)  | 75e |
|                       |                           |     |
| Entraîneur :          |                           |     |
| Oleg Bazilevitch (en) |                           |     |